# Bullreuth
Bullreuth ist ein Gemeindeteil von Egling im oberbayerischen Landkreis Bad Tölz-Wolfratshausen. Der Weiler liegt zwei Kilometer östlich von Egling und ist über die Wörschhauser Straße zu erreichen.